# Francoulès
Francoulès – miejscowość i gmina we Francji, w regionie Oksytania, w departamencie Lot.
Według danych z roku 1990 gminę zamieszkiwały 183 osoby, a gęstość zaludnienia wynosiła 13 osób/km² (wśród 3020 gmin regionu Midi-Pireneje Francoulès plasuje się na 880. miejscu pod względem liczby ludności, natomiast pod względem powierzchni na miejscu 819.).